# 科什納鄉

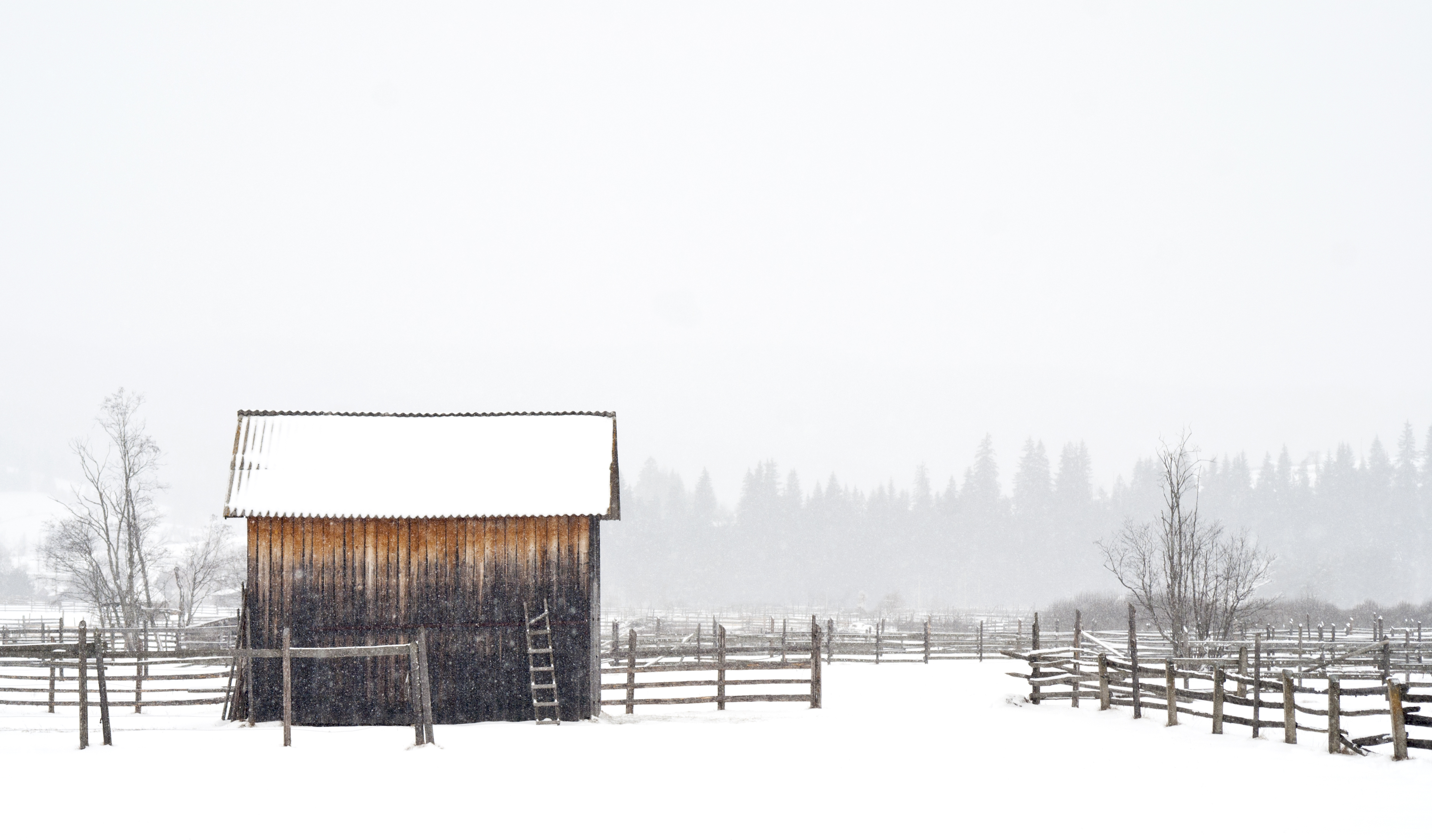

47°23′N 25°10′E / 47.383°N 25.167°E
科什納鄉（羅馬尼亞語：Comuna Coșna, Suceava），是羅馬尼亞的鄉份，位於該國東北部，由蘇恰瓦縣負責管轄，面積179平方公里，海拔高度840米，2007年人口1,515，人口密度每平方公里8人。